# Lucas Emanuel Acosta
Lucas Emanuel Acosta (Santa Fe, Provincia de Santa Fe, 26 de enero de 1988) es un futbolista argentino. Juega de centrocampista y su actual equipo es el Club Boca de Nelson,liga esperancina. 

## Trayectoria
Inició su carrera en el equipo juvenil del Club Atlético Colón. Fue promovido al primer equipo en el 2006 e hizo su debut profesional el 5 de agosto de ese mismo año en la derrota en casa por 4-1 a Independiente.
En el mes de julio del 2011 la Liga de Quito decide contratarlo para el resto de la Temporada 2011 del Campeonato Ecuatoriano de Fútbol. Con Liga de Quito llegó a la final de la Copa Sudamericana 2011, cayendo ante Universidad de Chile (siendo Acosta titular en ambos partidos de la final). En diciembre de 2011 la directiva de Liga de Quito anunció que Acosta no formara más parte del equipo.
A mediados de 2012 pasó a Boca Unidos de Corrientes, club que milita en la Primera B Nacional.
El club chileno O'Higgins estaba buscando un "10" para reemplazar a Ramón Fernández, jugador que emigraría a la Universidad de Chile. Se mencionaron varios nombres, como Carlos Villanueva Rolland, Mauro Díaz o Juan Pablo Francia, pero finalmente en enero de 2013, Lucas Acosta es presentado como el último refuerzo del club, llegando a préstamo desde Boca Unidos.

## Clubes
| Club                               | País      | Año           |
| ---------------------------------- | --------- | ------------- |
| Colón de Santa Fe                  | Argentina | 2006 - 2011   |
| Liga de Quito (Cedido)             | Ecuador   | 2011          |
| Boca Unidos de Corrientes (Cedido) | Argentina | 2012          |
| O'Higgins (Cedido)                 | Chile     | 2013          |
| Colón de Santa Fe                  | Argentina | 2013 - 2014   |
| Gimnasia y Esgrima de Jujuy        | Argentina | 2014 - 2015   |
| Sarmiento de Resistencia           | Argentina | 2015          |
| Flandria                           | Argentina | 2016          |
| Racing de Montevideo               | Uruguay   | 2017          |
| Juventud Antoniana                 | Argentina | 2017-presente |

## Estadísticas
| Club                           | Temporada           | Liga | Liga | Copa Nacional | Copa Nacional | Copa Internacional | Copa Internacional | Total | Total |
| Club                           | Temporada           | PJ   | G    | PJ            | G             | PJ                 | G                  | PJ    | G     |
| ------------------------------ | ------------------- | ---- | ---- | ------------- | ------------- | ------------------ | ------------------ | ----- | ----- |
| Colón Argentina                |                     |      |      |               |               |                    |                    |       |       |
| 2006-07                        | 4                   | 0    | -    | -             | -             | -                  | 4                  | 0     |       |
| 2007-08                        | 1                   | 0    | -    | -             | -             | -                  | 1                  | 0     |       |
| 2008-09                        | 22                  | 3    | -    | -             | -             | -                  | 22                 | 3     |       |
| 2009-10                        | 12                  | 1    | -    | -             | -             | -                  | 12                 | 1     |       |
| 2010-11                        | 13                  | 4    | -    | -             | -             | -                  | 13                 | 4     |       |
| Total                          | 52                  | 8    | -    | -             | -             | -                  | 52                 | 8     |       |
| Liga de Quito · Ecuador        |                     |      |      |               |               |                    |                    |       |       |
| 2011-12                        | 14                  | 3    | -    | -             | 6             | 0                  | 20                 | 3     |       |
| Total                          | 14                  | 3    | -    | -             | 6             | 0                  | 20                 | 3     |       |
| Boca Unidos Argentina          |                     |      |      |               |               |                    |                    |       |       |
| 2012-13                        | 9                   | 0    | -    | -             | -             | -                  | 9                  | 0     |       |
| Total                          | 9                   | 0    | -    | -             | -             | -                  | 9                  | 0     |       |
| O'Higgins · Chile              |                     |      |      |               |               |                    |                    |       |       |
| 2012-13                        | 14                  | 1    | -    | -             | -             | -                  | 14                 | 1     |       |
| Total                          | 14                  | 1    | -    | -             | -             | -                  | 11                 | 1     |       |
| Colón Argentina                |                     |      |      |               |               |                    |                    |       |       |
| 2013-14                        | 0                   | 0    | -    | -             | -             | -                  | 0                  | 0     |       |
| Total                          | 0                   | 0    | -    | -             | -             | -                  | 0                  | 0     |       |
| Gimnasia de Jujuy Argentina    |                     |      |      |               |               |                    |                    |       |       |
| 2014                           | 9                   | 1    | -    | -             | -             | -                  | 9                  | 1     |       |
| Total                          | 9                   | 1    | -    | -             | -             | -                  | 9                  | 1     |       |
| Sarmiento (R) Argentina        |                     |      |      |               |               |                    |                    |       |       |
| 2015                           | 21                  | 3    | -    | -             | -             | -                  | 21                 | 3     |       |
| Total                          | 21                  | 3    | -    | -             | -             | -                  | 21                 | 3     |       |
| Flandria Argentina             |                     |      |      |               |               |                    |                    |       |       |
| 2016                           | 2                   | 0    | -    | -             | -             | -                  | 2                  | 0     |       |
| Total                          | 2                   | 0    | -    | -             | -             | -                  | 2                  | 0     |       |
| Racing de Montevideo · Uruguay |                     |      |      |               |               |                    |                    |       |       |
| 2017                           | 6                   | 0    | -    | -             | -             | -                  | 6                  | 0     |       |
| Total                          | 6                   | 0    | -    | -             | -             | -                  | 6                  | 0     |       |
| Juventud Antoniana Argentina   |                     |      |      |               |               |                    |                    |       |       |
| 2017                           | 18                  | 3    | 3    | 2             | -             | -                  | 21                 | 5     |       |
| Total                          | 18                  | 3    | 3    | 2             | -             | -                  | 21                 | 5     |       |
| Total en su carrera            | Total en su carrera | 145  | 18   | 3             | 2             | 6                  | 0                  | 154   | 21    |

## Palmarés
| Título    | Club     | Año  |
| --------- | -------- | ---- |
| Primera B | Flandria | 2016 |